# Paul Müller (Gewerkschafter)
Paul Müller (* 6. März 1875 in Kolberg; † 7. Oktober 1925 in Hamburg) war ein deutscher Matrose, Journalist und Gewerkschaftsfunktionär.

## Leben und Wirken
Paul Müller war der uneheliche Sohn eines Dienstmädchens, der in Pommern aufwuchs und dort eine Volksschule besuchte. Anschließend arbeitete er als Matrose. Während des Hamburger Hafenarbeiterstreiks 1896/97 schrieb er sich letztmals im November 1986 als Quartermeister auf einem Schiff ein. Müller, der zu diesem Zeitpunkt mehrere Sprachen beherrschte und klassische Literatur studiert hatte, wurde auf St. Pauli sesshaft. Er heiratete in erster Ehe 1898 Dorothea Niemann, die 1902 ohne Kinder starb. Auch aus der 1913 mit Frieda Kopplin geschlossenen Ehe gingen keine Kinder hervor.
Paul Müller arbeitete aktiv im Verein der Matrosen von Hamburg, Altona und Umgebung mit und versuchte, mehrere ähnliche Gewerkschaften in Hamburg und Umgebung von den Vorteilen einer Zusammenarbeit zu überzeugen. In Verhandlungen vertrat er radikal-egalitäre Ansichten, verbunden mit überzeugenden Fähigkeiten als Redner. Die Hamburger Seeleute vertrauten Müller schnell und wählten ihn bei der Neugründung im Februar 1898 zum hauptamtlichen Vorsitzenden des Seemanns-Verbandes für Deutschland. Bis 1900 teilte er sich das Amt mit Albert Störmer und führte es bis 1910 alleine weiter. Anschließend ging er nach Berlin, wo er sich als Sekretär im Hauptvorstand des Deutschen Transportarbeiterverbandes für die Belange der Seeleute und Binnenschiffer einsetzte.
Als Gewerkschaftsfunktionär setzte sich Müller für eine Überarbeitung der Seemannsordnung von 1872 ein. Ab 1903 versuchte er, Arbeitsnachweise zu etablieren und eine gewerkschaftliche Unterstützungskasse zu schaffen. Er beteiligte sich als Interessenvertreter an mehreren Institution, darunter ab 1898 in der Gesellschaft zur Rettung Schiffbrüchiger, ab 1904 im Zentralrat des Internationalen Transportarbeiterverbands und ab 1907 im Reichsversicherungsamt. Müller, der seit Januar 1918 als Beisitzer dem Vorstand der Seeberufsgenossenschaft angehörte, versuchte darüber hinaus, parteipolitischen Einfluss zu gewinnen. Er kandidierte für die SPD bei den Reichstagswahlen 1903, 1907 und 1912 im Wahlkreis 15 Schleswig-Holstein, konnte jedoch kein Mandat gewinnen. Nichtsdestotrotz stellte er SPD-Abgeordneten Unterlagen zur Situation der Seeleute zur Verfügung, die diese bis in den Reichstag trugen.
Müller, der aggressiv auftrat und national-chauvinistischen Standpunkten folgte, gab seit 1899 die Verbandszeitschrift Der Seemann heraus. Die meisten Texte das Blattes, das ab 1913 Die Seefahrt hieß, schrieb Müller selbst. Er wies fortwährend auf die aus seiner Sicht unzureichenden Lebens- und Arbeitsbedingungen auf deutschen Handelsschiffen hin und kritisierte Reeder und Regierung harsch. Die Verbandszeitschrift entwickelte er zu einer der extremsten Gewerkschaftspublikationen im deutschsprachigen Raum.
Müller, der sich während des Ersten Weltkriegs zunehmend extremer nationalchauvinistisch äußerte, wurde gegen Kriegsende auf Reichsebene tätig. Seit dem 24. Januar 1918 gehörte er dem Reichsausschuss für den Wiederaufbau der deutschen Handelsflotte an. Bei Friedensverhandlungen im Januar und Februar 1919 in Spa, Trier und Brüssel trat er energisch dafür ein, die Anzahl deutscher Schiffe nicht reduzieren zu müssen. Ab 1920 war Müller Mitglied des wirtschafts- und sozialpolitischen Ausschuss der beratenden Kammer des Vorläufigen Reichswirtschaftsrats.
Seit Anfang 1918 kritisierten linksgerichtete Mitglieder der SPD und Oppositionelle innerhalb der Gewerkschaft Müller stark. Sie bemängelten neben dem Wirken in der Berufsgenossenschaft und im Reichsausschuss insbesondere, dass dieser offen Sympathien für den Alldeutschen Verband und dessen Territorialpolitik zeigte. Müller, der mittlerweile von Altona nach Hamburg umgezogen war, erhielt anfangs den Rückhalt des Vorstands des Deutschen Transportarbeiterverbands. Der Verband gründete eine eigene Hamburger Reichssektion für dortige Seeleute, womit er Müller eine große Gefälligkeit erwies. Nachdem Müller im Juni 1921 die Reichsflagge aus „fremdartig“ kritisiert hatte, konnte auch der Vorstand ein förmliches Ausschussverfahren nicht mehr verhindern. Bevor der offizielle Ausschluss zum 8. August 1921 zum Tragen kam, verließ Müller freiwillig Gewerkschaft und SPD.
Gemeinsam mit Seeleuten, die deutsch-nationale Ansichten vertraten, gründete Müller daraufhin den Zentralverband deutscher See- und Fischerleute und gab ab Oktober 1921 im Eigenverlag dessen Zeitschrift Die Deutsche Flagge heraus. Um diese finanzieren zu können, warb er Spenden von Reedereien ein. Am 11. Dezember 1921 übernahm Müller in Bremen den Vorsitz des Verbandes. Er verfolgte das Ziel, eine eigenständige Partei der Deutschen zu gründen, die deutschnational Gesinnte vereinen sollte. Nachdem er im Juli 1922 mit sozialrevolutionären Zwischentönen für seine Idee geworben hatten, stellten die Reeder ihre Zahlungen aufgrund von Interessenskonflikten ein. Die Verbandszeitung wurde letztmals im Mai 1923 gedruckt.
Ende 1924 endete Müllers genossenschaftliches Engagement. Anschließend übernahm er für wenige Monate kaufmännische Tätigkeiten im Schiffsmaklerbüro Petersen & Volckens. Müller, der 1925 nach Altona gezogen war, starb im Oktober desselben Jahres im Freimaurerkrankenhaus Hamburg an Darmkrebs.